# Chionosia apicalis
Chionosia apicalis är en fjärilsart som beskrevs av Philipp Christoph Zeller 1874. Chionosia apicalis ingår i släktet Chionosia och familjen björnspinnare. Inga underarter finns listade i Catalogue of Life.